# Llista de gèneres musicals
La música té molts gèneres i d'estils diversos. Durant la seva història molts estils populars o de llarga vida – com música pop, òpera i blues – van produir subgèneres a l'estil com folk-pop, indie pop o pop rock.

## Gèneres musicals

### A
- Afrobeat
- Afro-fusion
- Ambient

### B
- Barroca
- Bluegrass
- Blues

### C
- Cançó de treball
- Clàssica
- Concreta
- Country

### D
- Dancehall
- Dembow
- Doo-wop
- Dub

### E
- Electrònica
- Exòtica
- Electro-swing

### F
- Folk
- Funk

### G
- Gòspel

### H
- Heavy metal
- Hardcore
- Hip-hop
- Havaneres

### I
- Indie
- Instrumental

### J
- Jazz
- Japanese pop

### K
- K-pop

### L
- Lleugera
- Lounge

### M
- Música de videojocs
- Música experimental
- Música incidental
- Música per a infants i joves
- Música visual
- Música vocal

### N
- New-age
- Neofolk

### O
- Òpera

### P
- Pop
- Pop-Rock
- Popular
- Profana
- Punk

### R
- Ragtime
- Rhythm and blues
- Rhythm and blues contemporani
- Rap
- Reggae
- Reggaeton
- Rock
- Rockabilly
- Rock and roll
- Rocksteady

### S
- Salsa
- Samba
- Sarsuela
- Ska
- Soul

### T
- Tradicional
- Trap
- Twist

### V
- Vals
- Visual Kei
- Verbunkos
- Verisme
- Villanella
- Virelai
- Vodevil
- Volksmusik

### W
- Waila (chicken scratch)
- Wangga - gènere aborigen australià
- Warabe uta
- Wassoulou
- Wonky
- World
- Worldbeat

### X
- Xhosa
- Xoomii (khoomii, hoomii)
- Xote

### Y
- Yal
- Yass
- Yayue
- Ye-yé
- Yo-pop
- Yodeling
- Yukar

### Z
- Zàjal
- Zamrock
- Zapin
- Zef
- Zeibekiko
- Zeuhl
- Ziglibithy
- Zouglou
- Zouk
- Zulu
- Zumba
- Zydeco

## Subgèneres musicals

### Xifres
- 8 bit

### A
- Àcid House
- Acid Jazz

### B
- Ballet
- Bebop
- Bikutsi
- Blues de la Costa Oest dels Estats Units
- Blues del Delta
- Britpop

### C
- Chill out
- Cool
- Country alternatiu

### D
- Descriptiva
- Dance
- Death metal
- Disco
- Dixieland
- Doom Metal
- Drum and bass
- Dubstep

### E
- Electro
- Electroacústica
- Electroclash
- Electronic body music
- Electropop
- Emocore
- Eurobeat
- Eurodance
- Eurodisco
- Eurotrance

### F
- Folk punk
- Folk-pop
- Folk rock
- French House
- Free-jazz
- Futurepop

### G
- G-Funk
- Gangsta rap
- Garage rock
- Ghettotech
- Glam metal
- Glam rock
- Grunge
- Gothic metal
- Gwerz

### H
- Happy hardcore
- Hardcore punk
- Hardstyle
- Hip-hop de la Costa Oest dels Estats Units- subgènere de la música hip-hop que abasta qualsevol artista o músic originat a les regions de l'Oest dels Estats Units
- Hip-hop soul
- Hip-house
- House
- House vocal

### I
- Indie pop
- Indie rock
- Industrial
- Italo dance
- Italo disco
- Italo house

### J
- Japanese pop
- Jazz-funk
- Jazz fusió
- Jazz llatí
- Jazz modal
- Jazz rock
- Jazz vocal

### K
- K-pop

### L
- Llatinoamericana
- Lofi

### M
- Màkina
- Metal hardcore

### N
- Neofolk
- Noise
- Nu jazz
- Nu metal

### O
- Oldschool jungle

### P
- Pop dance
- Pop rock
- Progressiu
- Punk rock

### R
- Ragga
- Rapcore
- Rebétiko
- Rock alternatiu
- Rock dur
- Rock experimental
- Rock gòtic
- Rock progressiu

### S
- Simfonia
- Ska punk
- Skate punk
- Soft rock
- Speed metal
- Synthpop
- Swing

### T
- Techno
- Techno hardcore
- Techno-pop
- Teen pop
- Trance
- Trance vocal
- Trip-hop

### U
- UK garage

### V
- Vals anglès
- Vals peruà
- Vals tirolès
- Viking metal

### W
- Witch house